# Ophiolepis unicolor
Ophiolepis unicolor is een slangster uit de familie Ophiolepididae.
De wetenschappelijke naam van de soort werd in 1938 gepubliceerd door Hubert Lyman Clark.